# 鳳山下里
鳳山下里，是台灣南部自清治時期至日治初期的一個行政區劃，其範圍包括今高雄市的小港區西部及前鎮區南部。
鳳山下里北邊為大竹里，東邊為鳳山上里，南邊為小竹下里，西邊瀕臨台灣海峽。

## 管轄街庄
鳳山下里共轄11個庄：
- 今小港區境內：港仔墘庄、二苓庄、大人宮庄、店仔後庄、鹽水港庄、中林仔庄、鳳鼻頭庄、大林蒲庄、紅毛港庄
- 今前鎮區境內：草衙庄、佛公庄